# Drosophila lummei
Drosophila lummei este o specie de muște din genul Drosophila, familia Drosophilidae, descrisă de Walter Leopold Victor Hackman în anul 1972. Conform Catalogue of Life specia Drosophila lummei nu are subspecii cunoscute.